# Sugar and Spice (2001)
Sugar and Spice is een film uit 2001 onder regie van Francine McDougall.

## Verhaal
Diane is de leidster van haar cheerleaderteam en is geliefd bij bijna iedereen. Ze heeft ook een geweldige relatie met quarterback Jack en is dolgelukkig. Toch raakt ze per ongeluk zwanger, maar wil het kind houden. Alleen heeft ze geld nodig en ze besluit met haar vrienden - die ook cheerleaders zijn - een bank te beroven met barbie-maskers op. Ze hebben een perfect plan bedacht, alleen heeft iemand hen door...

## Rolverdeling
| Acteur           | Personage     |
| ---------------- | ------------- |
| Marley Shelton   | Diane Weston  |
| Melissa George   | Cleo Miller   |
| Marla Sokoloff   | Lisa Janusch  |
| Mena Suvari      | Kansas Hill   |
| Rachel Blanchard | Hannah Wald   |
| Alexandra Holden | Fern Rogers   |
| Sara Marsh       | Lucy Whitman  |
| James Marsden    | Jack Bartlett |